# Дарбелле, Дельфин
Дельфин Дарбелле (фр. Delphine Darbellay; род. 23 октября 2002) — швейцарская горнолыжница, серебряный призёр чемпионата мира 2025 года в смешанных командных соревнованиях.

## Биография и спортивная карьера
Международный гоночный дебют Дельфин состоялся 15 ноября 2018 года в швейцарском Дьяволецца в слаломе. В 2021 году выступила на чемпионате мира среди юниоров в Банско, однако и в супергиганте, и в гигантском слаломе она не смогла финишировать. В следующем 2022 году Дарбелле выиграла на чемпионате мира среди юниоров в Панораме бронзовая медаль в командных соревнованиях.
18 марта 2022 года дебютировала на этапах Кубка мира в Куршевеле.
В 2025 году на чемпионате мира в австрийском Зальбахе, Дельфин в составе смешанной команды Швейцарии в параллельном гигантском слаломе завоевала серебряную медаль, уступив в финале итальянцам.

## Выступления на крупнейших соревнованиях

### Чемпионаты мира
| Чемпионат мира | Скоростной спуск | Супергигант | Гигантский слалом | Слалом | Комбинация | Команды | Паралл. гигантский слалом |
| -------------- | ---------------- | ----------- | ----------------- | ------ | ---------- | ------- | ------------------------- |
| 2025 Зальбах   | —                | —           | —                 | —      | —          | 2       | —                         |